# Kbk wz. 2002 BIN
Kbk wz. 2002 BIN je poljska jurišna puška bullpup dizajna koja koristi streljivo kalibra 5.56x45mm NATO. Tim modelom se postojeća puška Kbs wz. 1996 Beryl nastojala redizajnirati u bullpup dizajn. Kbk wz. 2002 BIN je funkcionalno potpuno operativna puška koja koristi drvo kao jedan od glavnih gradivnih materijala. Ovaj prototip je razvijen kao temelj za kasniji model Kbk wz. 2005 Jantar.

## Vanjske poveznice
- Securityarms.com